# Одеска филхармонија
Одеска филхармонија (укр. Одеська обласна філармонія) је позориште у Одеси. Дизајн подсећа на Дуждеву палату у Венецији.

## Историјат
Камен темељац позоришта је положен 3. септембра 1894, дан након стогодишњице оснивања Одесе. Зграда је била замишљена као нова берза која би заменила стару, а огромна сала је била украшена са шест панела уметника Николаја Каразина (1842—1908) који приказују трговину кроз различите фазе историје.
Као и за позориште опере и балета Одесе, пре њега, објављен је светски конкурс за концептуални пројекат. Дизајн чешког архитекте В. Ј. Прохаске је сматран најбољим, али овај пројекат није испуњавао све захтеве па га је Александар Бернардаци модификовао и побољшао. Изградња је завршена 1898. године. Од 1924. зграда је дом Одеске филхармоније, а позориште је основано 1937. Од 1991. оркестром диригује Хобарт Ерл.
Позориште је оштећено у руском ракетном нападу током инвазије Русије на Украјину 31. јануара 2025.

## Конструкција
Позориште може да прими хиљаду људи и високо је петнаест метара и има површину од 910 квадратних метара. Велика дворана нема носеће стубове и због тога је била једна од најскупљих зграда у Одеси за изградњу.
Главни улаз је кроз велику отворену галерију са кровом који се назива лођа. Плафон овог отвореног улаза је осликан са дванаест симбола Зодијака.
Унутрашњост је обложена тамним либанским кедром, а прозори су у белом карарском мермеру.

## Митологија
Трајно распрострањен мит који сви у Одеси знају и настављају да шире је да је, пошто је зграда првобитно пројектована као берза, а не као концертна дворана, направљена да буде звучно отпорна, а не звучно проводљива, како би се посетиоцима пружила већа приватност. Чини се да је тај мит створио совјетски певач Леонид Утесов који је у својим сећањима полушаљиво описао изглед зграде. Ово наводно објашњава зашто је акустика прилично лоша у поређењу са другим позориштима и концертним дворанама, а извођачи морају да користе микрофоне и појачала да би се адекватно чули. Прецизне и техничке разлоге за акустичне проблеме у дворани известио је светски познати консултант за акустику Расел Џонсон, који је детаље објавио на званичној веб страници филхармоније.

## Галерија
- Зграда Нове трговачке берзе 1900. године.
- Унутрашња декорација једне од сала Нове трговачке берзе. Разгледница са почетка 20. века.
- Унутрашња декорација главне сале Нове трговачке берзе. Разгледница са почетка 20. века
- Суд
- Прва фотографија позоришта, 7. фебруар 1899.
- Концертна дворана
- Прозори
- Централни коридор